# Karpaty (Iwiec)
Karpaty – część wsi Iwiec w Polsce położona w województwie kujawsko-pomorskim, w powiecie tucholskim, w gminie Cekcyn.
W latach 1975–1998 Karpaty administracyjnie należały do województwa bydgoskiego.